# معركة كيب سليدونيا
معركة كيب سيليدونيا في 14 يوليو 1616 خلال الصراع العثماني-هابسبورغ من أجل السيطرة على البحر الأبيض المتوسط عندما تعرض أسطول إسباني صغير تحت قيادة فرانسيسكو دي ريفيرا المبحر قبالة قبرص لهجوم من أسطول عثماني تفوق عليه عدد كبير . على الرغم من ذلك، تمكنت السفن الإسبانية، ومعظمها من السفن الشراعية، من صد العثمانيين، الذين تألف أسطولهم بشكل رئيسي من السفن، مما تسبب في خسائر فادحة للقوات العثمانية.